# Fernando Embadje
Fernando Embadje (Bissau, 6 luglio 2003) è un calciatore guineense, portiere dell'Atlético Madrid B in prestito dal Lugo e della nazionale guineense.

## Carriera

### Club
Ha iniziato a giocare a calcio in Guinea-Bissau con il Portos Bissau, per poi proseguire in Portogallo con Damaiense ed Alcanenense. Nel 2023 è stato acquistato dal Lugo che lo ha assegnato alla propria squadra riserve del Polvorín.
Il 30 agosto 2024 è stato ceduto in prestito all'Atlético Madrid, dove si è alternato fra la seconda squadra ed il club filiale del Collado Villalba.

### Nazionale
Il 31 dicembre 2023 è stato convocato dal CT della nazionale guineense per partecipare alla Coppa delle nazioni africane 2023. Rimasto inutilizzato nella competizione, ha fatto il suo esordio il 25 marzo 2024 nell'amichevole vinta 2-1 contro il Sudan.

## Statistiche

### Cronologia presenze e reti in nazionale
| Cronologia completa delle presenze e delle reti in nazionale ― Guinea-Bissau | Cronologia completa delle presenze e delle reti in nazionale ― Guinea-Bissau | Cronologia completa delle presenze e delle reti in nazionale ― Guinea-Bissau | Cronologia completa delle presenze e delle reti in nazionale ― Guinea-Bissau | Cronologia completa delle presenze e delle reti in nazionale ― Guinea-Bissau | Cronologia completa delle presenze e delle reti in nazionale ― Guinea-Bissau | Cronologia completa delle presenze e delle reti in nazionale ― Guinea-Bissau | Cronologia completa delle presenze e delle reti in nazionale ― Guinea-Bissau |
| Data                                                                         | Città                                                                        | In casa                                                                      | Risultato                                                                    | Ospiti                                                                       | Competizione                                                                 | Reti                                                                         | Note                                                                         |
| ---------------------------------------------------------------------------- | ---------------------------------------------------------------------------- | ---------------------------------------------------------------------------- | ---------------------------------------------------------------------------- | ---------------------------------------------------------------------------- | ---------------------------------------------------------------------------- | ---------------------------------------------------------------------------- | ---------------------------------------------------------------------------- |
| 25-3-2024                                                                    | Tétouan                                                                      | Sudan                                                                        | 1 – 2                                                                        | Guinea-Bissau                                                                | Amichevole                                                                   | -                                                                            | 84’                                                                          |
| 11-10-2024                                                                   | Bamako                                                                       | Mali                                                                         | 1 – 0                                                                        | Guinea-Bissau                                                                | Qual. Coppa d'Africa 2025                                                    | -1                                                                           |                                                                              |
| Totale                                                                       |                                                                              | Presenze                                                                     | 2                                                                            |                                                                              | Reti                                                                         | -1                                                                           |                                                                              |